# Xəzər İsayev
Xəzər Ağaəli oğlu İsayev (ros. Хазар Агаали оглы Исаев, Chazar Agaali ogły Isajew; ur. 1 lutego 1963 w Ağdaş) – radziecki i azerski zapaśnik w stylu wolnym.
Mistrz Świata z 1986, wicemistrz z 1987. Dwukrotny Mistrz Europy z 1987 i 1987 roku.
Złoty medalista mistrzostw ZSRR w 1986 i 1987, brązowy z 1988 i 1989 roku.
Wiceprezydent Azerbejdżańskiego komitetu olimpijskiego.
Jego brat Müşviq İsayev również był zapaśnikiem. Zginął 20 stycznia 1990 roku w wydarzeniach zwanych „Krwawą Niedzielą”, kiedy wojska ZSRR na rozkaz Gorbaczowa próbowały stłumić niepodległościowe ambicje Azerbejdżanu. Dla upamiętnienia tych wydarzeń, w których zginęło 137 osób, a 700 zostało rannych, rozgrywany jest corocznie międzynarodowy turniej zapaśniczy imienia Müşviqa İsayeva.